# Kaunakakai
Kaunakakai är en stad på ön Molokai i Maui County, Hawaii, USA med cirka 2 726 invånare (2000).